# Cortinariaceae
Cortinariaceae (Roger Heim nom. cons., 1934 ex Zdeněk Pouzar, 1983), din încrengătura Basidiomycota în clasa Agaricomycetes și ordinul Agaricales este o familie de ciuperci tericole de tip micoriza, cu mai multe sute de specii împărțite actual (2018) în 21 de genuri. Cel mai mare, din care se trage și tipul de gen, este Cortinarius. Bureții apar din iunie până în noiembrie.

## Taxonomie
Familia Cortinariaceae a fost descrisă pentru prima dată de micologul francez Roger Heim (1900-1979) în 1934 și folosită în urmă. Dar micologul ceh Zdeněk Pouzar a descoperit și arătat greșeli făcute de francezul și a corectat conținutul în 1983. Taxonul dat de Heim a fost însă conservat (nomen conservandum).
Această familie de ciuperci a fost la început una uriașă precum de cea mai mare diversitate din Regnul Fungi, cu peste 2100 de specii împărțite în 52 de genuri. Dar între timp, multe genuri au fost transferate în familii noi sau declarate subspecii ale genului Cortinarius, ca de exemplu  Crepidotus (Fr.) Staude (1857), Cuphocybe R.Heim (1951) Cyanicium Locq.  (1979), Descolea Singer (1952), Flocculina P.D.Orton (1960), Hydrocybium Earle (1909), Gomphos O.Kuntze (1891), Inoloma (Fr.) Wünsche (1877), Phlegmacium (Fr.) Wünsche (1877), Rozites P.Karsten (1879) sau Sphaerotrachys Fayod (1889).
Se discută de asemenea în prezent, dacă genurile destul de mari Gymnopilus și Dermocybe ar mai face parte din grupa Cortinariaceae-lor.

## Descriere

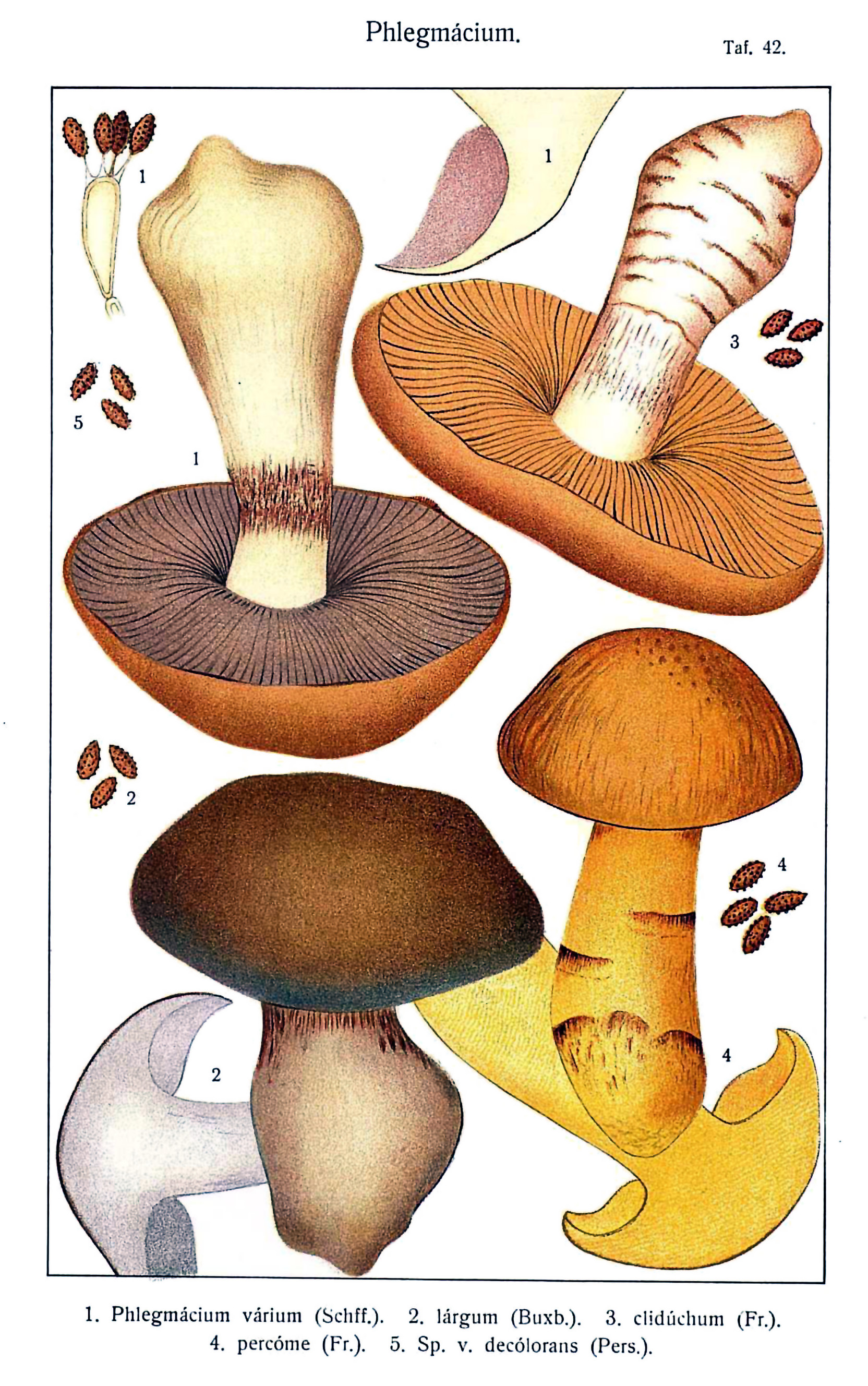
Diverși Cortinarius

- Pălăria: este în mod normal destul de voluminoasă și cărnoasă, la diverse specii însă numai pieloasă, fragilă sau fibroasă, mai mult sau mai puțin apoasă, depinzând de soi. Resturi ale vălului parțial rămân la marginea ei care este uneori dungată. Cuticula poate fi uscată, mătăsos-fibroasă, radial-fibroasă, solzoasă sau lipicioasă până mucegăioasă. Coloritul variază tare, reprezentând aproape toate culorile de la albicios până la brun închis sau albastru.
- Lamelele: sunt mereu largi și distanțate, adesea bombate cu lame intercalate precum aderente la picior, fiind inițial protejate mereu de o cortină, formată din fibre foarte fine ca păienjeniș.
- Sporii: sunt ovoidali până slab elipsoidali, netezi sau ornamentați până fin verucoși, adesea cu pielița puțin alb-fibrinoasă, coloritul fiind brun sau uneori negricios. Basidiile poartă 2 sau 4 spori.

Hifele se decolorează cu reactivi de iod.
- Piciorul: este situat central sa excentric, cilindric și fibros, uneori cu o bază bulboasă, adesea presărat cu resturile vălului universal, rămas ca o cortină nu numai pe marginile pălăriei ci și pe picior,  Aspectul exterior variază de la uscat până la unsuros sau mucegăios. Prezintă nu rar o manșetă respectiv o zonă inelară sesizabilă.
- Carnea: este de obicei moale în pălărie și fibroasă în picior, fiind ori albicioasă, ori pronunțat și viu colorată, cu gust și miros foarte diferit.[2][3][7] [8]

## Valorificare
Din cadrul acestei familii, bureții multor specii duc la intoxicații grave ale sistemului nervos, singur genul Cortinarius cunoaște 34 de soiuri toxice până mortal otrăvitoare, între ele Cortinarius orellanus, Cortinarius orellanus și Cortinarius rubellus. Dar există și soiuri foarte savuroase ca de exemplu Cortinarius caperatus, Cortinarius praestans sau Cortinarius varius. 

## Genuri în familia Cortinariaceae
Aici lista a actualelor 21 de genuri din familia Cortinariaceae: 
| - Aroramyces Castellano & Verbeken 2000 - Cereicium Locq. (1979) - Cortinarius (Pers.) Gray (1821) - Cystocybe Velen. (1921) - Dermocybe (Fr.) Wünsche (1877) - Descomyces Bougher & Castellano (1993) - Gymnopilus P.Karsten (1879) | - Hemistropharia S. acobsson, E. Larsson (2007) - Horakomyces Raithelh. (1983) - Mackintoshia Pacioni & Sharp, Mycotaxon 75: 225 (2000) - Nanstelocephala Oberw. & R.H.Petersen (1990) - Phaeocollybia R.Heim (1931) - Phaeocyphella Speg. (1909) - Protoglossum Massee (1891) sin. Cortinomyces Bougher & Castellano (1993) | - Pyrrhoglossum Singer (1944) - Quadrispora Bougher & Castellano (1993) - Quercella Velen. (1921) - Radiogaster Lloyd (1924) - Ramicola Velen. (1929) - Stephanopus M.M.Moser & E.Horak, (1975) - Thaxterogaster Singer (1951) |

## Genurile familiei în imagini (selecție)

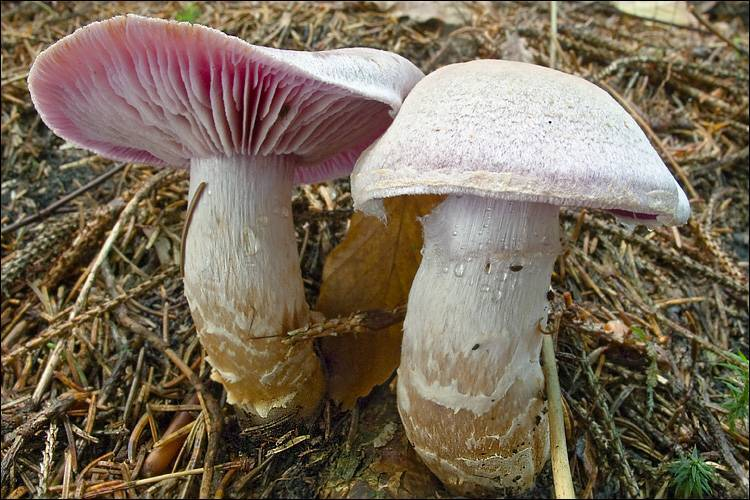
Cortinarius camphoratus
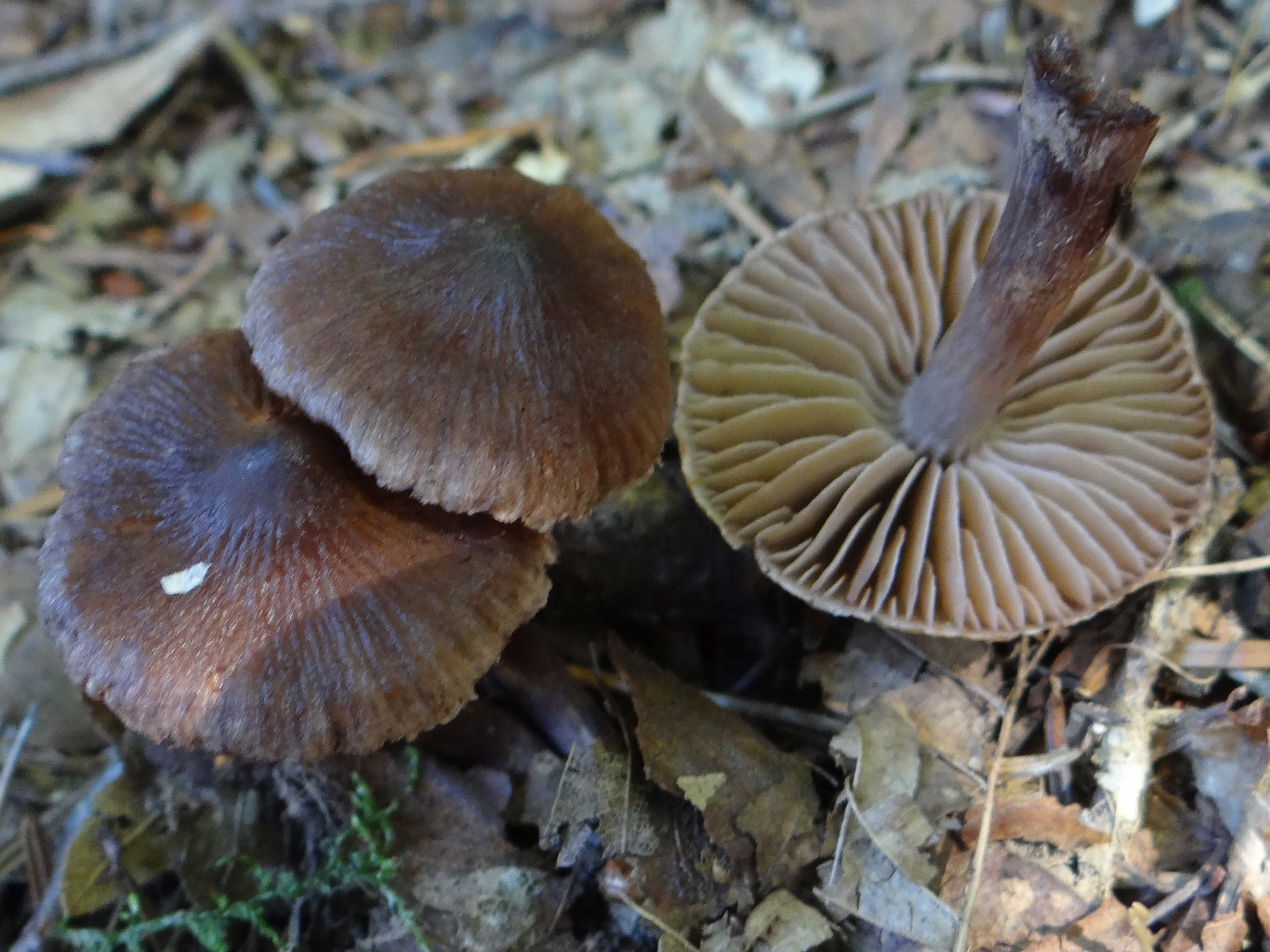
Cortinarius decipiens
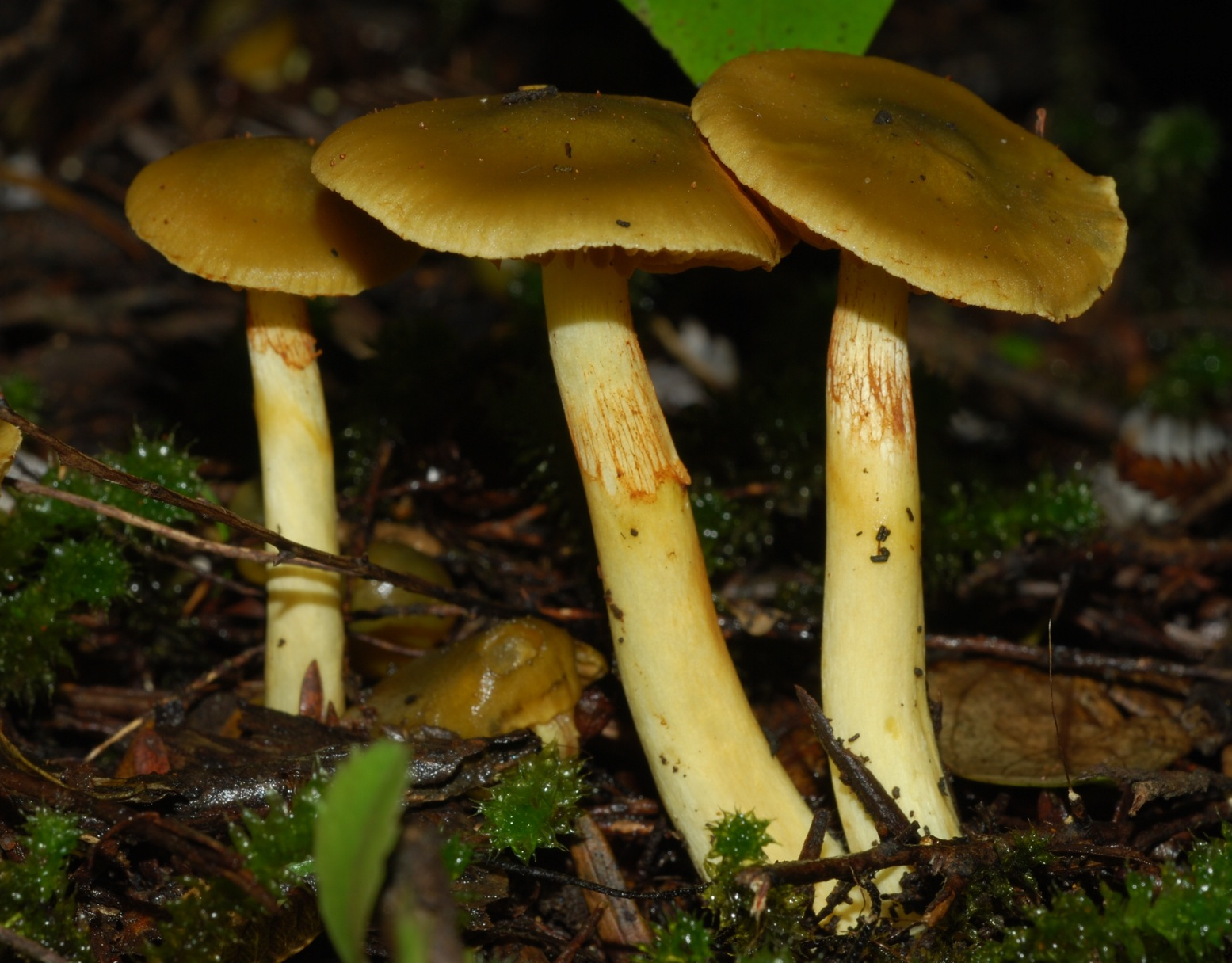
Dermocybe canaria
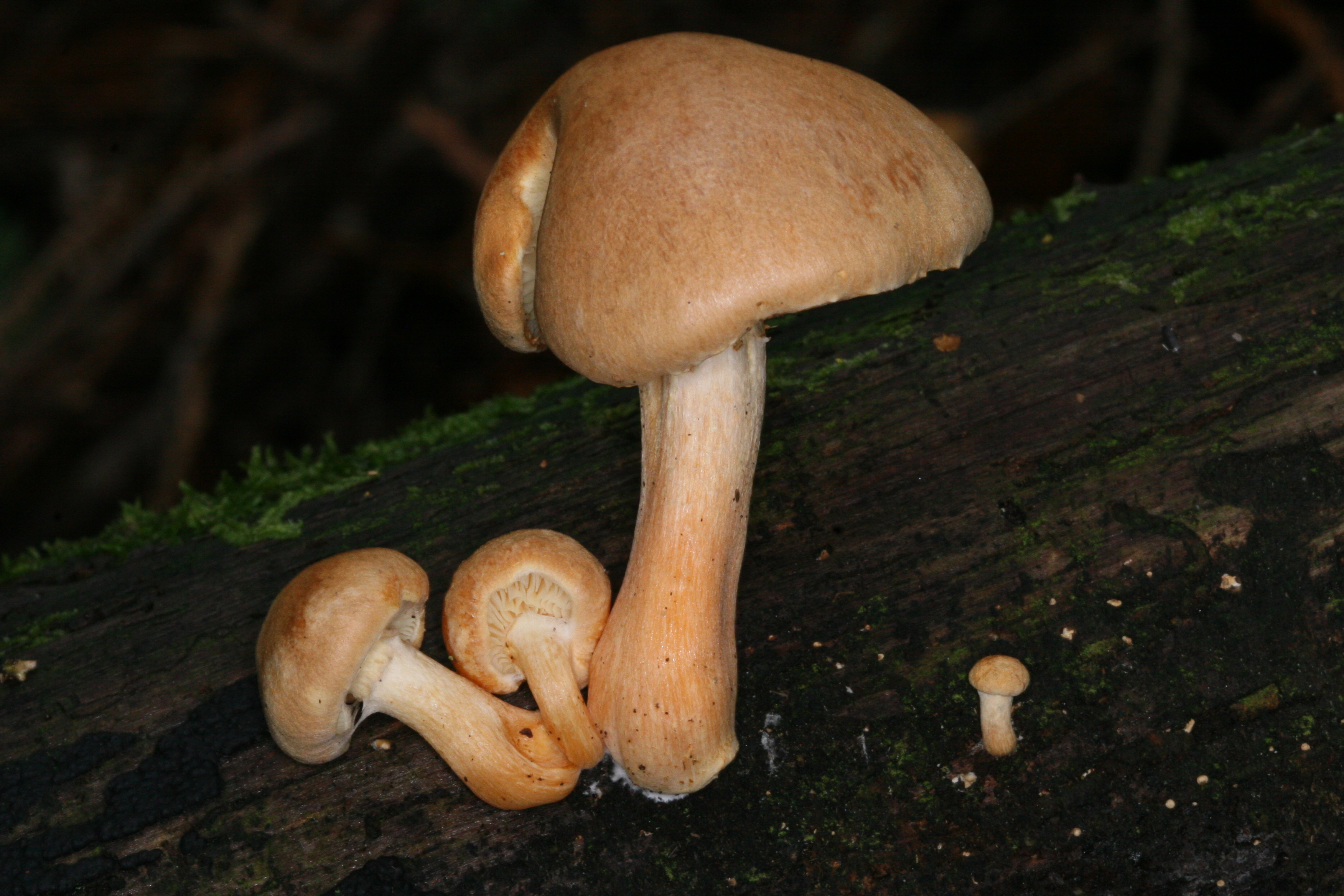
Gymnopilus hybridus
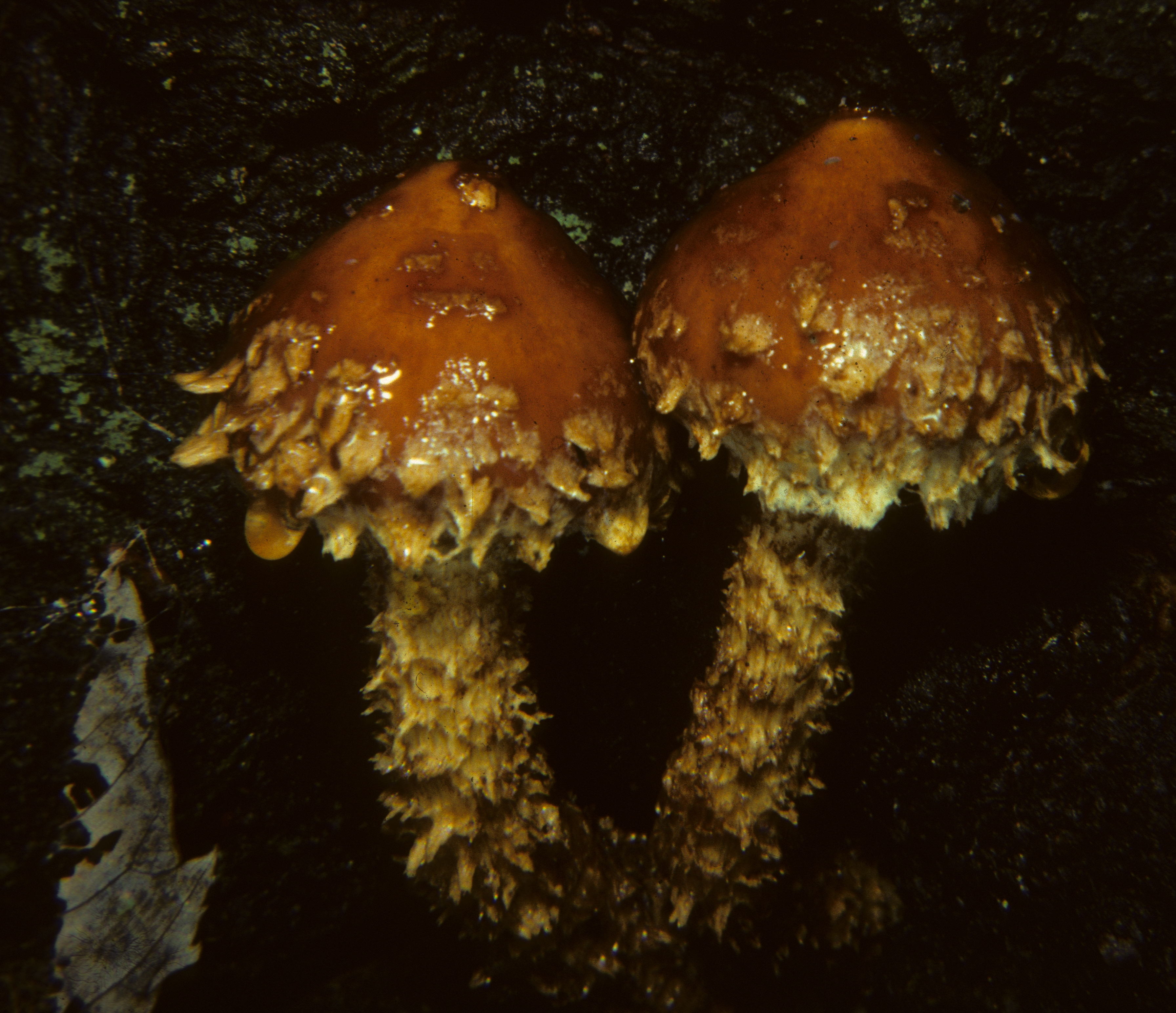
Hemistropharia albocrenulata
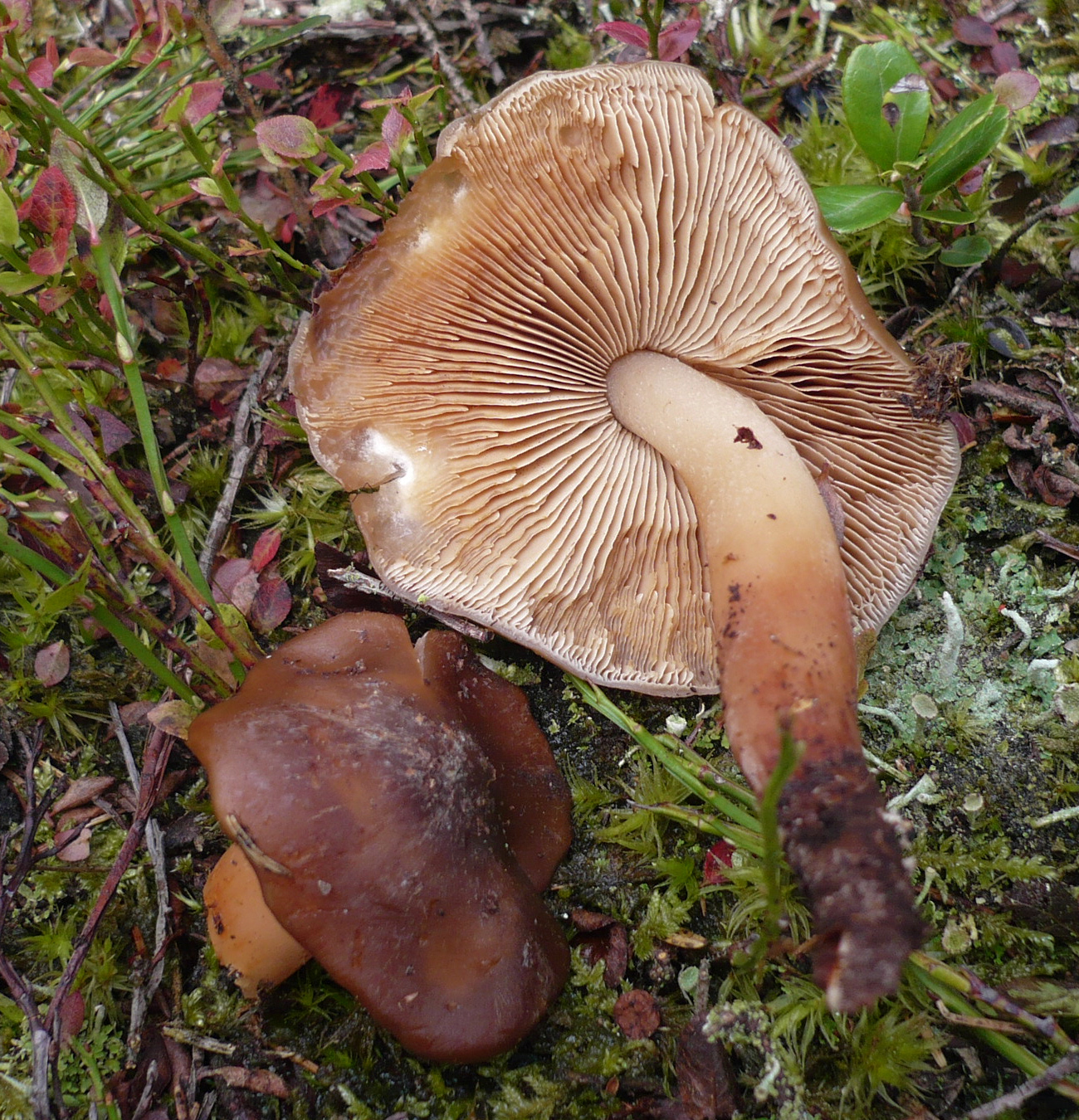
Phaeocollybia lugubris
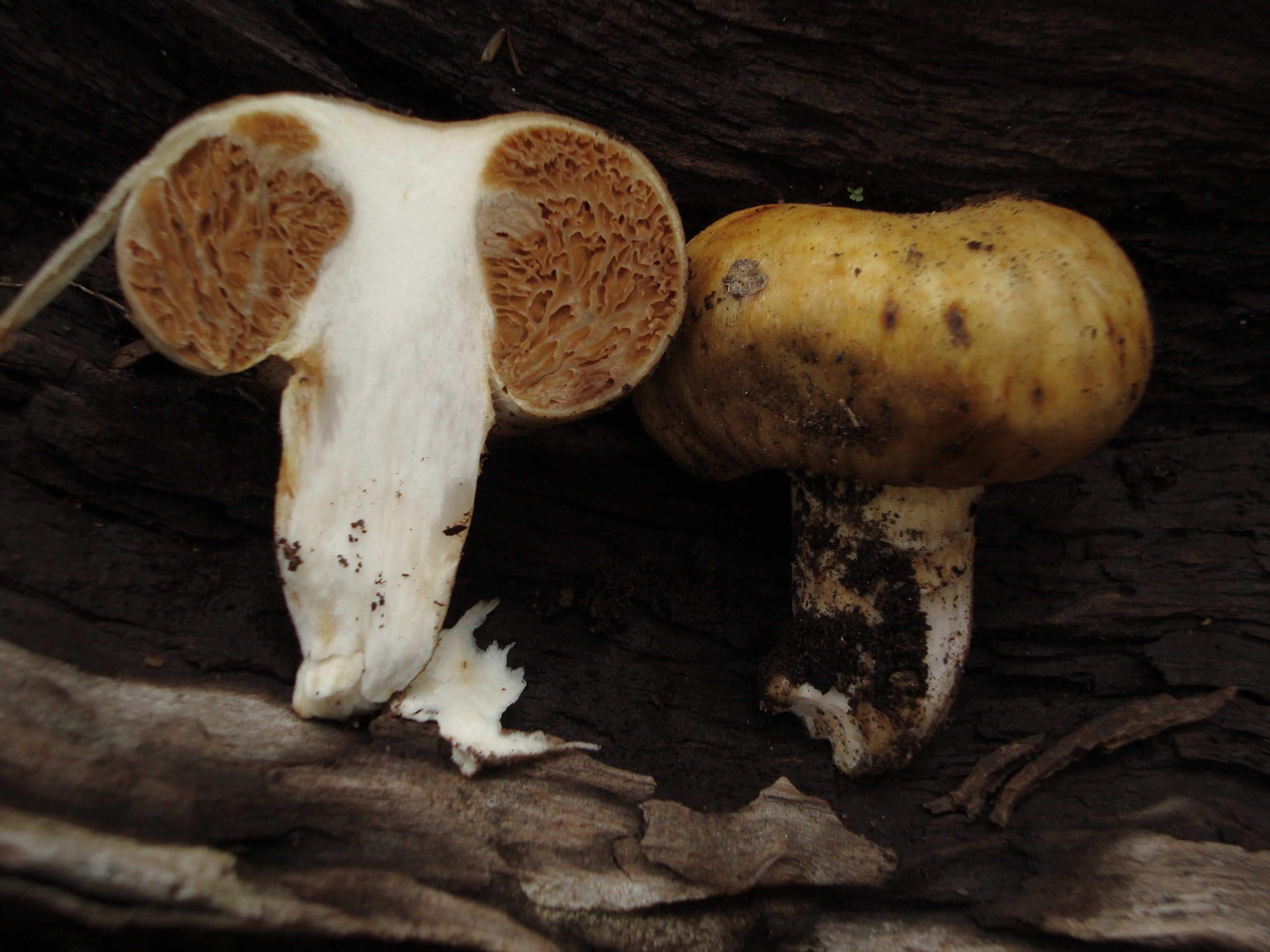
Thaxterogaster basipurpureus